# Lieferantenstruktur
Der Begriff Lieferantenstruktur wird im Bereich des Beschaffungsmanagements für die Beschreibung der vorgelagerten externen Wertschöpfungskette verwendet. 
Stark verbreitet ist der Begriff im Bereich der Automobilindustrie. Ausgehend vom Fahrzeughersteller, auch als OEM bezeichnet, werden die unterschiedlichen Zulieferebenen (engl. Tier) aufgezeigt.
Analoge Begriffe sind Lieferantenportfolio, -basis oder -netzwerk, welchen aber auch erweiterte oder andere Bedeutungen zugewiesen werden.

## Industrieller Kontext
Bereits heute werden nur noch rund 30 % der gesamten Wertschöpfung eines Fahrzeuges vom jeweiligen Fahrzeughersteller (OEM) erbracht. In Zukunft geht man von einer weiteren Reduktion aus. Dadurch wird die Leistungsfähigkeit der Lieferantenstruktur für einen Fahrzeughersteller zu einer wesentlichen wettbewerbsbestimmenden Größe.

## Bewertung
Die Lieferantenbewertung wird meist mittels der Kriterien Angebotspreis, Produkt- und Servicequalität, logistische Verfügbarkeit und technologisches Innovationspotential vorgenommen.